# 埃斯普卢加斯
埃斯普卢加斯（西班牙語：Esplugues de Llobregat），是西班牙加泰罗尼亚巴塞罗那省的一个市镇。总面积5平方公里，总人口45127人（2001年），人口密度9025人/平方公里。